# Wielka (serial telewizyjny)
Wielka (oryg.The Great) – amerykański komediodramat serialowy luźno oparty na początkach zdobywania władzy przez późniejszą Katarzynę II Wielką, graną przez Elle Fanning w parze z Nicholasem Houltem odgrywającym rolę cesarza Rosji. 10-odcinkowy serial autorstwa Tony`ego McNamary miał premierę 15 maja 2020 na platformie Hulu. Na HBO Max produkcję można oglądać od 16 maja 2020 r.

## Opis
Wielka to satyryczny, komediowy dramat opowiadający o drodze Katarzyny Wielkiej z pozycji przybyłej na dwór rosyjski z zagranicy młodej małżonki do najdłużej panującej władczyni w historii Rosji. Seria jest fabularyzowany i przedstawia Katarzynę w młodości i w małżeństwie z carem Piotrem III, skupiającą się na spisku mającym na celu zabicie jej zdeprawowanego i niebezpiecznego męża. Nie wszystkie wydarzenia pokazane w serialu wydarzyły się naprawdę, niektóre zaś wydarzyły się, ale np. w innych okolicznościach, przy udziale innych osób w innym czasie. 
Serial jest adaptacją filmową sztuki Tony'ego McNamary, której treść skoncentrowana jest wokół postaci Katarzyny II Wielkiej. Premiera dramatu odbyła się w Sydney Theatre Company w 2008 roku. Autorem adaptacji jest sam autor pierwotnego dzieła teatralnego.
24 sierpnia 2018 roku ogłoszono zapowiedź serialu na platformie Hulu. Producentem wykonawczym był Tony McNamara obok Elle Fanning i Marian Macgowan. W produkcję odcinka pilotażowego zaangażowane były także wytwórnie Media Rights Capital, Echo Lake Entertainment i Thruline Entertainment. 20 listopada 2018 roku poinformowano, że reżyserem pilota będzie Matt Shakman.  11 lutego 2019 roku podczas konferencji prasowej Television Critics Association ogłoszono, że Hulu złożyło zamówienie na serial. 
Główne zdjęcia do odcinka pilotażowego rozpoczęto w listopadzie 2018 r. w Yorku w Anglii. Pozostałe lokacje to m.in. Leicestershire, Lincolnshire i Hever oraz Caserta we Włoszech. Loggia nad jeziorem w zamku Hever pełni również funkcję nienazwanego domu wschodnioeuropejskiego. Pola wokół St Clere Estate w Kent były wykorzystywane do inscenizacji bitew w odcinkach 5 i 7.  
Serial był nominowany do Nagrody Emmy (sekcja Primetime) w kategoriach komediowych za reżyserię i scenariusz, otrzymał także dwie nominacje do nagrody TCA Awards (kategoria dla nowego programu  oraz za aktorstwo komediowe - dla Elle Fanning).

## Obsada
Główne role
- Elle Fanning jako Katarzyna Wielka
- Nicholas Hoult jako Piotr III (postać ma też elementy biografii Piotra II)
- Phoebe Fox jako Marial
- Sacha Dhawan jako Orlo
- Charity Wakefield jako Georgina Dymowa
- Gwilym Lee jako Grigor Dymow
- Adam Godley jako arcybiskup patriarcha „Archie”
- Douglas Hodge jako generał Wielemientow
- Belinda Bromilow jako ciotka Elżbieta
- Richard Pyros jako hrabia Raskolnikow
- Bayo Gbadamosi jako Arkadij
- Sebastian de Souza jako Lew Woroński

Powracające postaci
- Danusia Samal jako Lady Antonia Svenska
- Louis Hynes jako Wlad
- Florence Keith-Roach jako Tatiana
- Jamie Demetriou jako doktor Czechow
- Christophe Tek jako Tatar Nick
- Charlie Price jako Iwan VI Romanow
- Alistair Green jako hrabia Smolny
- Abraham Popoola jako Rostow
- James Smith jako hrabia Gorki
- Stewart Scudamore jako Tolsten
- Phill Webster jako strażnik
- Adam Darlington jako główny odźwierny
- Dustin Demri-Burns jako Voltaire

## Odcinki

### Sezon I
| Nr | Tytuł                               | Reżyseria     | Scenariusz                   | Data emisji  |
| -- | ----------------------------------- | ------------- | ---------------------------- | ------------ |
| 1  | The Great                           | Matt Shakman  | Tony McNamara                | 15 maja 2020 |
| 2  | Fake Beard                          | Colin Bucksey | Tony McNamara                | 15 maja 2020 |
| 3  | And you Sir, are no Peter the Great | Bert & Bertie | Tony McNamara                | 15 maja 2020 |
| 4  | Moscow Mule                         | Bert & Bertie | Tony McNamara                | 15 maja 2020 |
| 5  | War and Vomit                       | Ben Chessel   | James Wood                   | 15 maja 2020 |
| 6  | Parachute                           | Ben Chessel   | Tony McNamara                | 15 maja 2020 |
| 7  | A Pox on Hope                       | Colin Bucksey | Tony McNamara i Gretel Vella | 15 maja 2020 |
| 8  | Meatballs at the Dacha              | Colin Bucksey | Tony McNamarra               | 15 maja 2020 |
| 9  | Love Hurts                          | Geeta Patel   | Tony McNamarra               | 15 maja 2020 |
| 10 | The Beaver's Nose                   | Geeta Patel   | Tony McNamarra               | 15 maja 2020 |

### Sezon II[14]
| Nr | Tytuł             | Reżyseria     | Scenariusz                   | Data emisji       |
| -- | ----------------- | ------------- | ---------------------------- | ----------------- |
| 1  | Heads It's Me     | Colin Bucksey | Tony McNamara                | 19 listopada 2021 |
| 2  | Dickhead          | Colin Bucksey | Tony McNamara                | 19 listopada 2021 |
| 3  | Alone at Last     | Zetna Fuentes | Tony McNamara                | 19 listopada 2021 |
| 4  | The Devil's Lunch | Zetna Fuentes | Tony McNamara                | 19 listopada 2021 |
| 5  | Animal Instincts  | Matthew Moore | Tami Sagher                  | 19 listopada 2021 |
| 6  | A Simple Jape     | Matthew Moore | Tony McNamara i Gretel Vella | 19 listopada 2021 |
| 7  | Stapler           | Ally Pankiw   | Tony McNamara                | 19 listopada 2021 |
| 8  | Seven Days        | Ally Pankiw   | Tony McNamara                | 19 listopada 2021 |
| 9  | Walnut Season     | Colin Bucksey | Tony McNamara i Gretel Vella | 19 listopada 2021 |
| 10 | Wedding           | Colin Bucksey | Tony McNamara i Fiona Seres  | 19 listopada 2021 |